# European Rail Traffic Management System
Det europeiska trafikstyrningssystemet för tåg (engelska: European Rail Traffic Management System, ERTMS) är ett standardiserat europeiskt säkerhetssystem för järnvägar som utvecklats inom Europeiska unionen.

## Historik

### Monopolen
Av tradition har i princip varje land i Europa haft en egen järnvägsförvaltning, som haft monopol på såväl järnvägstrafik som förvaltning av fasta anläggningar. De har oftast infört egna standarder för sina säkerhetssystem, vissa köpt från grannländer, ofta modifierade. Från 1970-talet har man infört hyttsignalsystem, där system ombord får veta signalvisningar och kan bromsa automatiskt om föraren inte gör det. Det kräver en standard för överföring av data och det fanns 2010 (se referenser) 14 olika system för det. Detta gjorde att tågen tvingades byta både lok och förare vid gränspassager. Redan 2010 fanns dock fler och fler lok som anpassats för dels olika elsystem för driften och dels olika automatiska säkerhetssystem.

### Gränsproblemen

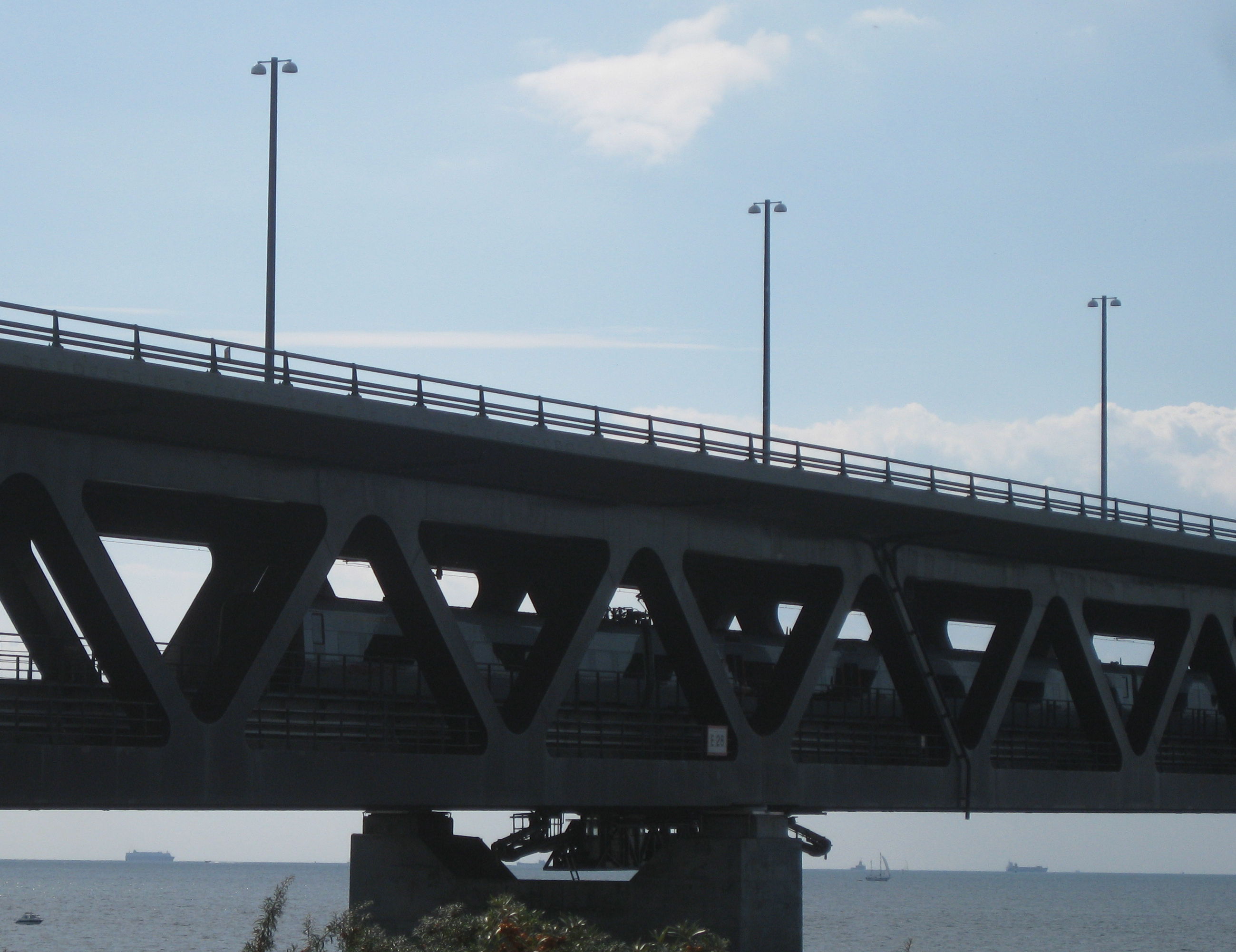
Ett tåg på Öresundsbron mellan Sverige och Danmark

De tidsödande gränspassagerna gjorde att järnvägen förlorade marknadsandelar till lastbilar och flyg, som hade enklare passager vid gränserna. Huvudproblemet var olika strömsystem, men även olika signalsäkerhetssystem ombord hindrade gränspassage. Det har visserligen blivit vanligare med tåg som kan använda fler strömsystem och flera signalsäkerhetssystem, men de måste ändå vara specialanpassade.
Bristen på standardisering gjorde dessutom att leverantörerna tvingades utveckla olika och därmed dyrare komponenter. Systemen, som oftast utvecklats kring 1960-1980-talen använder ibland komponenter som inte går att få tag på längre, utan måste specialtillverkas.
EU beslutade under 1990-talet att en gemensam EU-standard för järnvägsstyrning skulle utvecklas (I Maastrichtfördraget artikel 129b/129c står att teknisk standardisering av transeuropeiska nät ska prioriteras). Syftet var att förbättra infrastrukturen för järnvägsnäten genom att underlätta gränsöverskridande järnvägstrafik samt sänka kostnaderna. Den nya standarden kallas European Rail Traffic Management System (ERTMS) och fastställdes i början av 2000-talet. Avsikten var att alla järnvägar inom EU/EES skall anpassas till ERTMS.
ERTMS har dessutom valts av flera utomeuropeiska järnvägsförvaltningar, t.ex. Kina, vilket ger ännu större marknader till de leverantörer som verkar i EU. Även USA och Ryssland har visat intresse. Vissa förutspådde att ERTMS skulle bli en världsstandard i framtiden. Men hittills har ERTMS inte blivit vad som utlovats vilket lett till häftig kritik från järnvägsoperatörerna. Kritikerna hävdar att säkerheten inte bli bättre, att antalet tåg som kan köras på överbelastade banor snarare minskar än ökar och att ERTMS blir orimligt dyrt. .

### Planen för Sverige
I Sverige har ERTMS först använts på Botniabanan och sedan på Ådalsbanan, Haparandabanan och Västerdalsbanan, men kommer att spridas till Malmbanan och Södra stambanan senast 2026. Senare ska nästan alla banor i Sverige få det. Enligt EU-direktivet måste alla nybyggda banor i EU-EES använda systemet, vilket gällt Botniabanan. ERTMS har även planerats att användas på de lågbelastade banorna som idag saknar fjärrblockering, inkl. spärrfärdsträckor (system S). Där möjliggör ERTMS en kostnadseffektiv uppgradering. Trafikverket har en plan ända fram till 2035 för övergången.

### EU:s prioritering
EU vill prioritera långa, gränsöverskridande järnvägskorridorer, där internationella operatörer kan använda samma lokomotiv med samma förare, tvärs genom flera länder. Den korridor som Sverige berörs av går från Stockholm till Neapel. Gränsöverskridande trafik till/från Sverige kommer inte att gå på ett antal år då Danmark avvaktat men de planerar nu sätta ERTMS i drift i stor skala cirka år 2019. I Norge har man påbörjat utvecklingen lite tidigare. När Citytunneln i Malmö togs i drift i december 2010 var den förberedd för ERTMS men på grund av ombyggnadsförsening av tågen gjorde man en dubbel lösning med ATC, som avvecklas när tåg med ERTMS tas i drift.
För att underlätta planeringen och uppföljningen av trafiken i en korridor har även ett delsystem ETL (se nedan) beslutats.

### Finansiering

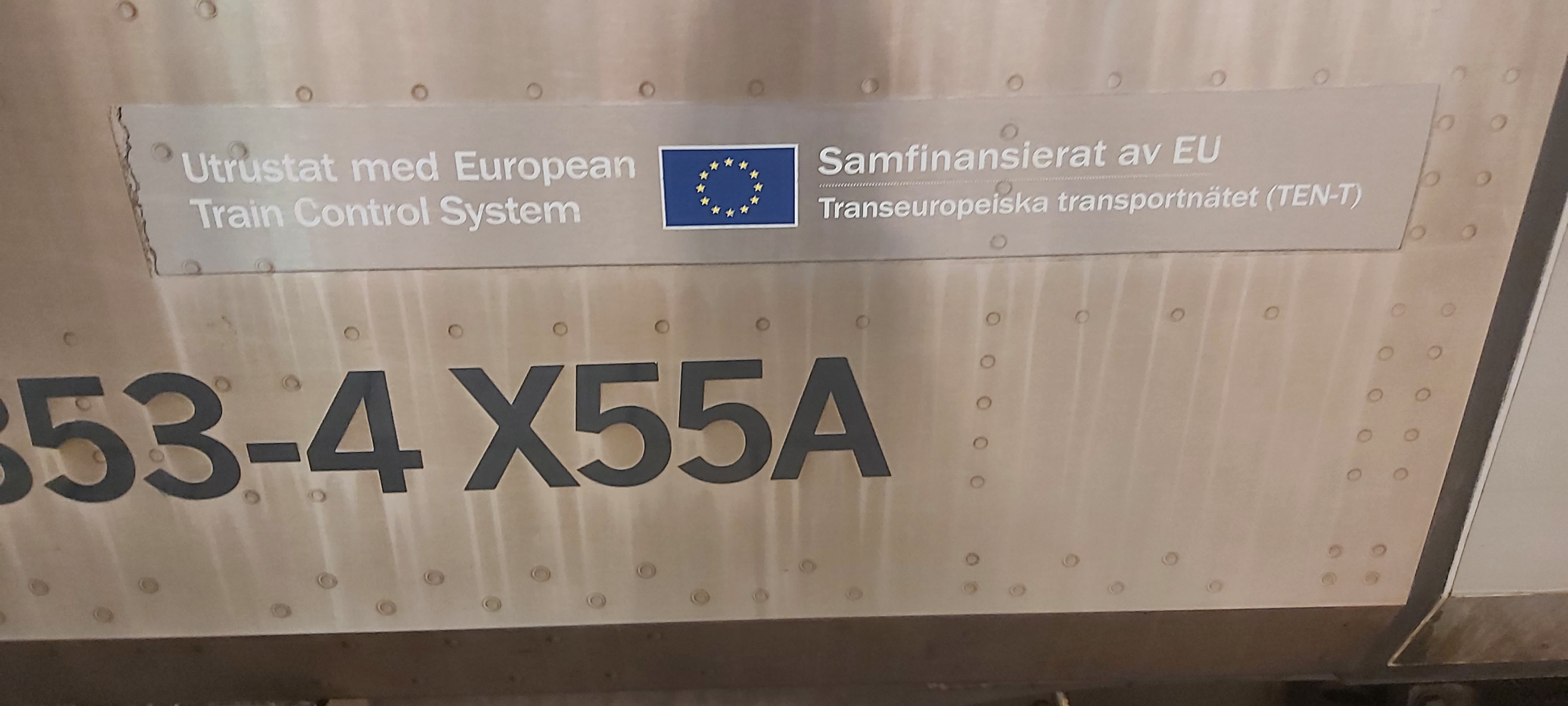
Text på X55-tåg om EU:s finansiering av ERTMS.

Det var ännu 2011 inte klart vem som ska finansiera systemets ombordutrustning i Sverige. I övriga Europa tar infrastrukturförvaltarna kostnaderna för ERTMS-införandet eller bygger dubbla system, vilket ger tågföretagen en möjlighet att köra med dagens fordon samtidigt som de får en längre tid att fasa in den nya tekniken i och med att investeringar i nya fordon görs. Diskussioner om finansiering i Sverige förs mellan organisationen tågoperatörerna, Näringsdepartementet och Trafikverket. Det är Näringsdepartementets/Trafikverkets utgångspunkt att tågägarna själva, med EU-bidrag, ska finansiera det. Sverige får 22 M€ från EU för stöd till ERTMS för godstrafik. Ca 19 M€ av dessa går till installation av utrustning på operatörerna Green Cargo och Hector Rails fordon. Kostnaden för ombordutrustning är omkring 2 Mkr per lok eller motorvagn, men EU-bidraget räcker inte till hälften. Detta pris påstods gå ned när systemet är mer etablerat och när STM inte längre behövs. Tågägarna har inte  ställt upp på att finansiera större delen, varför mycket få godståglok byggdes om till en början, och Botniabanan fick väldigt lite godstrafik, trots att godstrafik var en stor motivering till bygget av den banan. En aning snabbare takt på ombyggnad har det blivit 2013-2014. 

#### Protester mot ERTMS
Under 2016 har protesterna från tågoperatörerna mot ERTMS växt i styrka. ERTMS anklagas för att vara för dyrt att installera och underhålla, kosta 30 miljarder att införa, ha allvarliga inbyggda svagheter och inte förbättra säkerheten jämfört med det äldre ATC-2-systemet som används på de flesta svenska järnvägar idag. 

## Komponenter
ERTMS består av tre delsystem:
- European Train Control System (ETCS) utgör styrsystemet med:
  - System som meddelar var varje tåg befinner sig. Det består av:
    - Eurobaliser. Sändare i spåret som vid aktivering meddelar positionen utmed banan till tåget. Ett slags elektroniska milstenar. I ERTMS användes vanligen baliser som endast sänder fast information om positionen och spårgeometrin framåt. Sådana behöver ingen kabeldragning vilket sparar installationskostnader. I vissa nivåer för hög trafik, kan baliserna även sända variabel information, d.v.s. vilken hastighet tåget får ha med hänsyn till hinder framåt.
    - Balise Transmission Module – BTM, en sändare/mottagare under tåget. Den aktiverar Eurobaliserna och mottar bl.a. positionsangivelsen. Denna sänds sedan (via radio) vidare till en övergripande positionsdatabas för alla tåg (se nedan).
    - Specific Transmission Modules – STM, anpassningsmoduler ombord, som kan kommunicera med traditionella ATC-baliser som finns kvar inom ett land. Den gör att föraren upplever att det är ERTMS fast det i verkligheten är till exempel ATC. En STM anpassad för det svenska ATC-systemet finns, och ska används i Sverige under en övergångstid när vissa sträckor har ERTMS och andra ATC. Den kan även behövas på utländska tåg som ska gå i Sverige. Vissa tåg kan behöva STM för två olika äldre system (Sverige och Danmark har olika, medan Norge har svenskt ATC).

  - System för att avgöra om hinder finns på ett spåravsnitt.
    - Spårledningar. De är den traditionella tekniken att upptäcka hinder. Om en vagn befinner sig på spåret så kortsluter den en spänning mellan de två rälerna och säkerhetssystemet ger stoppsignal. Kan samexistera med ERTMS men ersätts på banor av driftsäkrare och billigare system (se nedan). Kommer att finnas kvar i tättrafikerade bandelar (Nivå 1 nedan), och på stamlinjerna (nivå 2 nedan) men ej i kommande nivå 3.
    - Radioblockcentral (RBC), en databas inom säkerhetssystemet som håller reda på var varje tåg befinner sig. Denna databas (RBC:n) uppdateras från tåget när tåget får en positionsangivelse vid passagen av ovannämnda Eurobaliser. Säkerhetssystemet kan då se i databasen (RBC:n) hur långt fram det är hinderfritt.
    - Sista-vagnen-enhet (End-of-train device) som har en GSM-R-utrustning (se nedan) vilken kan kommunicera med föraren och signalera om sista vagnen tappats. Se tågbroms.

  - System för att meddela tåget och föraren vilka hastigheter, som för ögonblicket gäller framöver utmed banan (movement authority). Klarar hastigheter upp till 500 km/h:
    - Optiska signaler utmed banan. Är den traditionella metoden som använts. Av praktiska skäl har de optiska signalerna gett föraren begränsad information (I Sverige endast stopp, kör 40 km/h eller kör fullt) och signalerna är glest utplacerade (långa blocksträckor). När ATC-systemet infördes fick föraren en mer exakt information på en panel. De optiska signalerna behövs i ATC systemet för att ge starttillstånd till rörelser och används även som en reserv, ifall ATC inte skulle fungera (då får tåg gå med max 80 km/h). ERTMS innebär att man kan slopa de optiska signalerna helt då starttillstånd skickas direkt till fordonet. I hastigheter över 160 km/h är det svårt att se dem ändå. Men på stora stationer med mycket växlingar kommer man att behålla optiska signaler (nivå 1). Men dessa blir då förenklade: Huvudsignalerna får bara rött och grönt. Dvärgsignalerna har en bild för "On Sight" d.v.s. visuell kontroll. Optiska signaler elimineras i nivå 2 och 3.
    - Informationspanel på förarplatsen. En bildskärm som grafiskt visar:
      - Hastighetsmätare med markering av dels högsta tillåtna hastighet STH och dels den målhastighet som föraren ska anpassa sig till längre fram.
      - En perspektivbild av spåret 4000 m framåt (logaritmisk skala) där även lutningar visas.
      - Påkallade hastighetsförändringar som ett diagram bredvid spårbilden.
      - Övriga uppgifter såsom den ERTMS-nivå och den driftnivå som gäller.

    - Automatisk bromsning av tåget om föraren ej reagerar på den meddelade tillåtna hastigheten. Bromsningen sker tills den aktuella hastigheten nåtts. Denna funktion är identisk med den inom ATC. Se tågbroms.
- GSM-R. Ett radiosystem att kommunicera mellan tågbesättning, tågklarerare, underhållspersonal, tågdator och säkerhetssystem. Det utgöres av två delsystem:
  - Terminaler för samtal (telefoner). Dessa är anpassade till järnvägens förutsättningar och utnyttjar funktionella telefonnummer. Man kan t.ex. slå ett tågnummer och komma till föraren eller trycka en knapp för att komma till tågklareraren på den bana man just befinner sig på.
  - Meddelandesystem till tågets dator. GPRS, som är ett system inom GSM för dator- till datorkommunikation av meddelanden, används. T.ex. positionsmeddelanden och meddelande om tillåtna hastigheter framåt utmed banan.
- ETML European Traffic Management Layer, som fokuserar kapaciteten och planeringen av tåglägena för en hel järnvägskorridor. Gäller främst godståg men i framtiden även persontåg. Introducerades först på korridoren Rotterdam – Genua 2007. ETML stöder tre processer:
  - Information i realtid av var ett tåg befinner sig och dess tidtabell. Praktiskt för befraktare och ägare av godset. Ska även möjliggöra försäljning av biljetter ombord på persontåg.
  - Statistik över ett tågläge eller en sträckas kvalitet (förseningar och dess orsaker).
  - Stöd för beställning, planering och tilldelning av tåglägen. Gör att operatörerna har endast en punkt att vända sig till, gemensam för hela korridoren och alla infrastrukturförvaltare i de berörda länderna.

## Nivåer

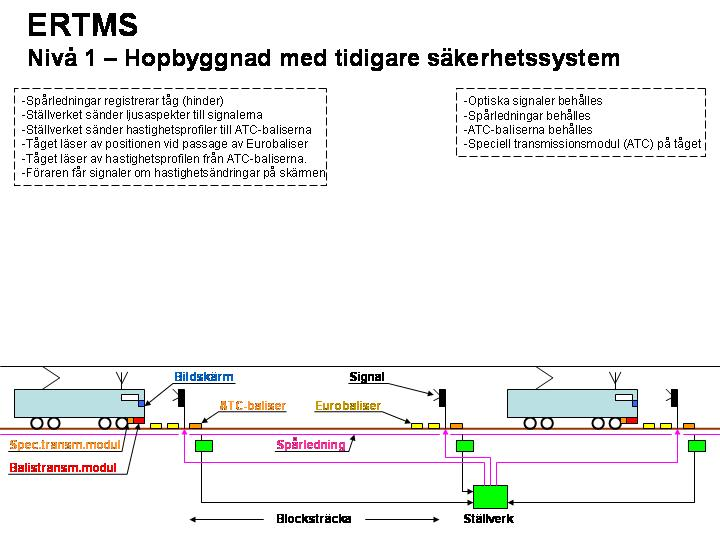
ERTMS Nivå 1

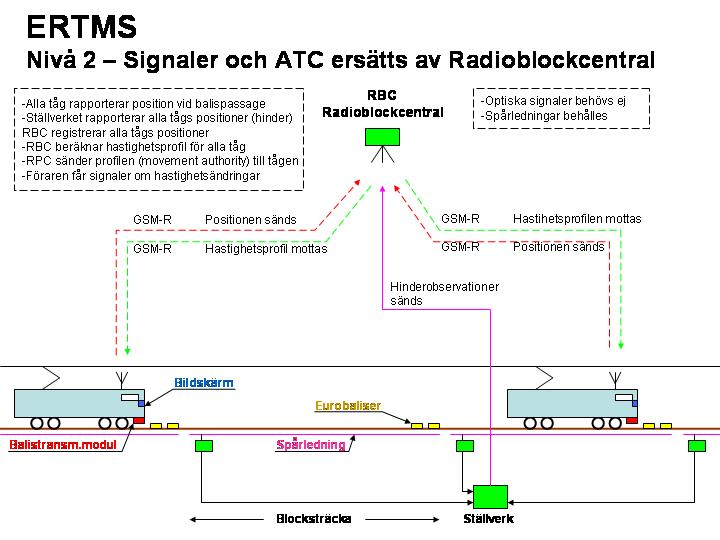
ERTMS Nivå 2

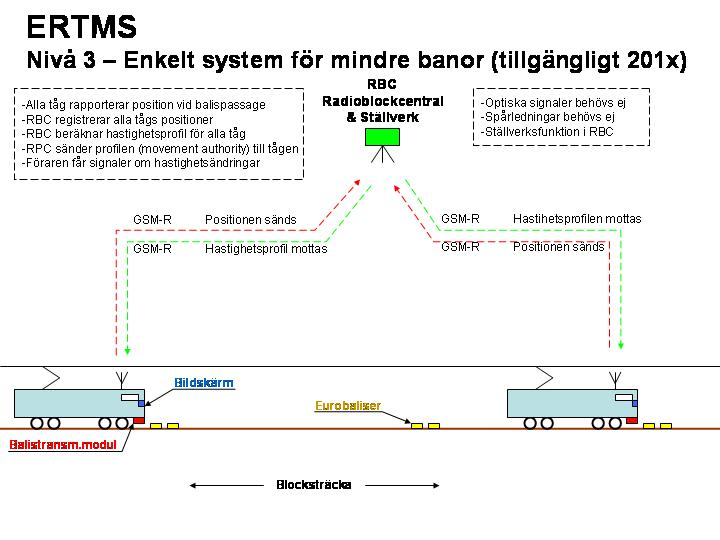
ERTMS Nivå 3

Nivån bestämmer vilken utrustning som finns för en bana och därmed hur trafiken på den styrs. Beroende på banans trafikintensitet kan man välja olika nivåer av ERTMS:
- Nivå 0. Varken ERTMS eller ATC-funktioner. Avsett att i Sverige tillsvidare bland annat användas på kapillärnätet där tågen körs enligt "halva siktavståndet", d.v.s. man ska kunna stoppa tåget på halva siktsträckan om till exempel ett mötande tåg råkar upptäckas. Kan också användas på sträckor med system M, alltså manuell trafikstyrning meddelad via optiska signaler, även om de sträckorna planeras få ERTMS så småningom:
  - Inga spårledningar.
  - Ingen fjärrblockering eller ATC.
  - Optiska signaler vid infart / utfart till stationer.
- Nivå 1. ERTMS tillsammans optiska signaler, eventuellt med delar av tidigare styrsystem (i Sverige ATC). Avsett att användas inom täta högtrafikerade stationsområden, där GSM-R skulle överbelastas:
  - Spårledningar för hinderindikation.
  - Eurobaliser för både fasta positionsangivelser och variabla data för att meddela tåget den hastighetsprofil som gäller.
  - GSM-R för kommunikation till tågen.
  - Optiska signaler behålles (förenklade signalbilder), bland annat eftersom man behöver kunna ge körtillstånd till stillastående tåg (kommunikation kan bara ges då tåget passerar en balis).
  - Om det är etablerat på sträckan kan fordon utan ERTMS gå enligt äldre parallellt systems regler, till exempel med hjälp av de optiska signalerna. Kommer troligen inte att tillåtas i Sverige.
- Nivå 2. ERTMS med eller utan tidigare styrsystem – i Sverige utan. Avsett att i Sverige användas på alla huvudlinjer:
  - Spårledningar för hinderdetektering.
  - Eurobaliser för positionsangivelser till tåget. Endast fast information. RFID-baserat, ingen kabeldragning.
  - Inga optiska signaler utöver dvärgsignaler för växlingsrörelser på vissa driftplatser samt huvudsignaler vid gräns mot system H, M och S.
  - GSM-R för att motta tekniskt körtillstånd (movement authority).
  - Fordon utan ERTMS får inte gå, utom genom spärrfärd, där en bansträckning reserveras manuellt för endast ett tåg.
- Nivå 3.
  - Eurobaliser. Endast fast information.
  - Inga optiska signaler.
  - Inga spårledningar.
  - GSM-R.
  - Sista-vagnen-enhet som larmar om sista vagnen tappas och som ger många andra fördelar. Se tågbroms. Sista-vagnen-enheten är inte en del av ERTMS utan ett externt system.
  - Full nivå 3 möjliggör "rörligt block", det vill säga ett tåg får ett bestämt antal meter spår reserverad, inte ett visst antal fasta blocksträckor, vilket innebär möjlighet för tätare trafik. Man kan säga att tåget är sin egen blocksträcka. Vissa anser att nivå 3 på sikt kan ersätta nivå 2 eftersom de rörliga blocken kan ge tätare tåglägen samtidigt som banunderhållet minskar radikalt (och tillgängligheten ökar när man slipper spårledningar). Full nivå 3 kommer först på längre sikt, inte i drift före 2030, kanske aldrig.
- I Sverige har man utvecklat en variant av nivå 3 avsedd att användas på sträckor med låg trafikintensitet, ofta benämnt ERTMS-Regional:
  - Eurobaliser och GSM-R, men inte optiska signaler. Spårledningar krävs inte men kan finnas.
  - ERTMS-Regional kräver inte att tåget har sista-vagnen-enhet.
  - ERTMS-Regional kräver inte full radiotäckning.
  - Inget rörligt block, utan längre fasta blocksträckor.
  - Lägre hastigheter än övriga nivåer (Västerdalsbanan har fått 70 km/h)
  - Trafikverket beslutade 2014 att inte installera ERTMS-Regional på fler banor och inte utveckla det vidare före åtminstone 2020. Det motiveras med höga och skenande utvecklingskostnader och brist på expertis som istället behövs för installationen av ERTMS nivå 2 på stambanorna kommande årtionden.[13] Ett problem är att eventuella tappade vagnar inte registreras av systemet och utgör kollisionsrisk.
- En variant kallad ETCS Hybrid Level 3 utvecklas, som går runt problemet med tappade vagnar.[14]
  - Motorvagnar som har interna kablar som registrerar om vagnar tappas kan gå med i stort sett rörliga block. Godståg som inte har det får endast gå ett tåg per längre fast blocksträcka och kontrolleras av spårledningar eller axelräknare vid blockgränsen.
  - Spårledningar eller axelräknare finns, men kan vara långa respektive få om det går få godståg och kostar då mindre och blir mindre störningskänsliga genom mindre antal.
  - Under utprovning 2019.
- Nivå STM. 
  - Avser sträckor där banan inte har ERTMS utan den har ATC eller andra automatiska system, för tåg som har ERTMS. Se ovan. STM är en specialmodul anpassad för respektive land. De första årtiondena kommer de flesta tåg ha STM.[15].

Nivåerna avser banans utrustning. Tågens utrustning (utom STM) är i princip densamma oavsett nivå, för att undvika att ha tåg som inte kan gå överallt.

## Driftlägen
ERTMS möjliggör att tåget framförs under olika förutsättningar – driftsätt:
- FS (Full Supervision – Full övervakning). Används vid normal tågfärd när spårledningarna är hinderfria.
- SR (Staff Responsible – Eget ansvar) där föraren ej får någon hjälp av systemet och själv ansvarar för körningen. Används (i E1) för att köra fram till första balisen efter att ombordsystemet startats.
- OS (On Sight – På sikt). Används vid normal tågfärd när hinder upptäckts via spårledningar.
- Ett antal felhanteringslägen, till exempel TR (Trip) där föraren kontaktar tågklareraren och meddelar att något hänt.

## Introduktion

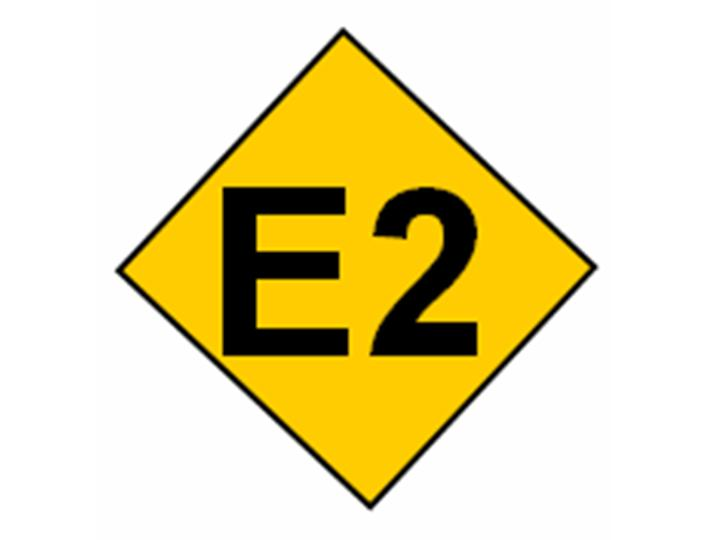
Tavla som markerar att här börjar systemet E2 (ERTMS nivå 2) att gälla.

Nivå 2 installerades först i Italien 2005 och har sedan införts på flera sträckor.
Finns i drift från 2010 på Botniabanan (nivå 2) och från 2011 för Ådalsbanan (nivå 2) och för Västerdalsbanan (nivå 3). Haparandabanan (nivå 2) driftsattes 2013-12-15.
I Sverige tillämpas fordonsstrategin, vilken innebär att fordonen utrustas med ERTMS med svensk STM. Därmed behövs ingen dubbelutrustning av marksystemen. Kostnaden för ombordutrustningen har dock gjort att operatörerna varit tveksamma till utrusta sina fordon. Av denna anledning trafikeras inte de svenska ERTMS-banorna i den utsträckning som kanske vore önskvärd.
I en del länder har infrastrukturstrategin tillämpats, som innebär att banorna utrustas med ERTMS och äldre system samtidigt, så att äldre tåg kunnat gå utan ombyggnad.
Från 2011 började nya tåg i Sverige systematiskt levereras med ERTMS med svensk STM istället för traditionell ATC ombord. Dessa tåg är klara för ERTMS-banorna och kan köra även på banor som har ATC-2. Tågoperatörerna vill att man väntar med installation av ERTMS på flera banor tills det finns många sådana tåg och installationskostnaden på äldre tåg gått ned.
Trafikverkets plan för fortsatt utbyggnad av nivå 2-system innebär ERTMS på Malmbanan och sedan Södra stambanan och senare på Trelleborg till Kornsjö. Man har kommit fram till att provsträckor är nödvändiga, där man kan prova ERTMS nattetid och snabbt återställa till ATC så att man kan lösa upptäckta problem i mjukvaran medan trafiken fortsätter gå som normalt. När ERTMS installerades på Botniabanan och andra banor fanns inga sådana provsträckor, eftersom trafiken ändå var inställd före trafiköppning så man kunde prova ut då, även om det tog längre tid än tänkt att lösa problemen så att öppning fick fördröjas. Trafikverket hade inte planerat för provsträckor ens framöver, eftersom man inte förutsade några problem, och att det är ganska dyrt att bygga speciallösningar, men risken är annars stor vid installation på Södra stambanan att det blir svåra trafikstörningar där i flera månader om det blir problem och det inte går att återgå till det gamla systemet. Varje installation av ERTMS på banor i Sverige och Norge har haft stora driftstörningar för tåg med betalande passagerare.

### ERTMS utanför EU/EES
ERTMS utvecklades för att säkerställa gränsöverskridande järnvägstrafik i Europa, men även länder i andra delar av världen använder sig av ERTMS i sina anläggningar. Som exempel kan nämnas att Kina använder ERTMS nivå 2 på den 1 000 km långa höghastighetsjärnvägen mellan Wuhan och Guangzhou som invigdes i december 2009. Sydkorea och Taiwan har 1 500 km respektive 1 200 km ERTMS-utrustad järnväg (2014). Även Indien och Mexiko har infört kortare sträckor med ERTMS. Det beror på att sträckorna är nya eller hade undermåliga system, och man köpte då in det moderna ERTMS.

### Versioner
ERTMS är inte färdigutvecklat och inte heller färdigspecificerat. Huvudversionerna (på engelska kallade Baseline) av specifikationen är 1, 2 och 3. Version 2 har gällt sedan före 2010 och omfattat allt användande i Sverige. Sedan omkring 2010 förändras inte version 2 av specifikationen längre. Det finns mycket önskemål på förändringar, och järnvägsförvaltningar har delvis gjort sina egna varianter.
Version 3 (Baseline 3, inte samma sak som nivå 3) av specifikationen har utvecklats sedan 2008, och provkördes för första gången 2016 i Danmark. Version 3 längs banan kräver version 3 ombord på tågen som måste få ny mjukvara och omgodkännas, men som då kan köras på banor med version 2 om mjukvaran ombord är godkänd för det aktuella systemet längs den banan. Version 3 innehåller bland annat funktioner för högre kapacitet, bland annat genom tätare tågdrift och möjlighet till ett annat radiosystem istället för GSM-R. Man förväntar sig att det inte ska vara nationella varianter, utan att alla önskade funktioner finns i specifikationen. Danmark har tänkt att ha version 3 från början när de inför ERTMS hela landet med tänkt första driftstart 2018, men som nu blir tidigast 2021.

## Trafikföreskrifter
Transportstyrelsens trafikföreskrifter för järnvägar "JTF" specificerar hur olika befattningshavare ska agera när en bana trafikeras. Dessa trafikföreskrifter omarbetades totalt 2009, delvis såsom en anpassning till ERTMS. I dessa föreskrifter finns två olika variabler:
- System. Anger för vilket säkerhetssystem en bana är byggd. Där har ERTMS nivå 1–3 fått systembeteckningarna E1, E2 resp. E3. En tavla utmed spåret visar var ett nytt säkerhetssystem börjar.
- Färdsätt. Man skiljer på tågfärd, spärrfärd och växling (tåg). I praktiken väljer föraren driftläge (enligt ovan) efter system och färdsätt.

Alla bilagor för system E1-E3 var 2010 ej klara i JTF. Trafiken på Botniabanan gick 2010 med dispens, eftersom föreskrifterna inte var klara och varken marksystemen eller ombordsystemen var färdigutvecklade.

## Fördelar
- Ökad konkurrenskraft för gränsöverskridande trafik. Möjliggör att lok och därmed ofta hela tåg inte behöver bytas vid gränsövergångar vilket ger kortare transporttider och mindre stillestånd för lok (vid lokbyte måste ett lok stå redo och efteråt är det första loket overksamt). Systemet gör att man även kan slippa byta förare vid gränsen under förutsättningen att tågklarerare kan arbeta på engelska. Detta har varit självklart inom flyg och sjöfart under många år, men var ännu 2010 varken tekniskt, organisatoriskt eller juridiskt möjligt på många håll. Vid gränsen Sverige - Danmark och Sverige - Norge har man i några år tillåtit tåg utan förarbyte, om ATC funnits. Förenklad planering och uppföljning av tåglägen för en hel järnvägskorridor genom delsystemet ETML.
- Högre hastighet. Upp till 500 km/h. Svenska äldre systemet ATC medger i praktiken max 200 km/h, den danska motsvarigheten max 180 km/h. Det går teoretiskt att uppgradera dessa äldre system, vilket dock inte kommer göras och inte tillåts[22] eftersom de ska ersättas med ERTMS.
- Lägre installationskostnad med standardiserade komponenter i stora volymer och enklare lösningar med billiga baliser (utan kabeldragning), färre spårledningar och inga optiska signaler. Vissa persontåg och godstågslok för gränsöverskridande trafik har flera system idag, till ibland förhållandevis höga installationskostnader jämfört med att enbart behålla och underhålla det äldre systemet. Detta kommer kvarstå tills man eliminerat äldre system hela sträckor.
- Minskad underhållskostnad. Lägre anläggningskostnad och underhåll när inga optiska signaler (med glödlampor) används.
- Den klart lägre kostnaden per blocksträcka (inga signaler och inga aktiva baliser) gör att på dubbelspår kortare blocksträckor troligen installeras vilket ger högre kapacitet än det skulle varit med ATC. Före 2025 finns ERTMS i Sverige endast på enkelspår, där denna effekt är begränsad.
- Nya funktioner och information till föraren, till exempel lutningsinformation. Godstågsförare måste med äldre system känna till linjerna de kör på om de ska ha full last, och veta var de ska sätta fart eller bromsa inför nerförsbackar annars riskerar de fastna. Lutningsinformation visas på förarpanelen i ERTMS men inte i äldre system, där det endast visas genom små skyltar längs spåret som föraren behöver hålla utkik efter. En annan funktion som inte funnits i tidigare system är nödstopp utlöst från trafikledning, till exempel om SOS Alarm får samtal om en bil som fastnat på en övergång (på elektrifierade banor kan de idag bryta strömmen, och då har föraren instruktion att bromsa genast).

Ytterligare fördelar vid ERTMS nivå 3:
- Kapacitetsökning. Tågen kan köras tätare med rörlig fjärrblockering.
- Mindre risk för störningar. Fel i spårledningar är en vanlig störningsorsak som elimineras i ERTMS nivå 3.
- Minskad anläggningskostnad, och lägre underhållskostnad när inga spårledningar används. Man kan och kommer att installera ERTMS 3 på sträckor där det varit för dyrt med ATC. Det ger lägre driftskostnad eller högre kapacitet (beroende på hur mycket personal man haft) än de manuella system som används på trafiksvagare banor.
- Högre säkerhetsnivå, i länder och på sträckor utan ATC. De planerades i Sverige få ERTMS regional (nivå 3), men de planerna har skjutits på obestämd framtid eftersom ERTMS regional inte uppfyllt ERTMS säkerhetsregler. I Sverige finns det redan ATC på de viktigaste bansträckorna, vilket innebär likvärdig säkerhet.

En del fördelar kommer inte av ERTMS i sig utan på att det kräver nya ställverk, eftersom de befintliga inte uppfyller kraven som ERTMS har. Men det är kostsamt, och hade kunnat göras ändå om kostnader inte varit ett problem.
- Nya ställverk och en del andra nya komponenter ger mindre risk för störningar.

Mer om för- och nackdelar kan läsas i Trafikverkets rapport från 2012[Ö4].

## Nackdelar
- Höga kostnader under ombyggnadsperioden. Existerande fordon måste få nya system, och existerande järnvägar måste byta system. Det kostar 2-4 miljoner kr per lok/motorvagn att installera och få godkänt. Dessutom kostar godkännandeprocessen runt 5-15 miljoner per fordonsvariant[24][25][26]. I Sverige måste ägaren betala hela kostnaden, förutom EU-bidragen som tidigare motsvarade i runda tal 200 000 per fordon, men 2017 höjdes till cirka 700 000[27]. Underhållsföretag och museiföreningar får orimliga kostnader om inget görs eftersom de har många olika fordonstyper med få exemplar av varje[24][28]. I Danmark har dock spårförvaltaren Banedanmark fått ansvaret både för kostnaden och själva installationen i tågen efter att DSB avsagt sig ansvar, vilket dock inte heller det varit så lyckat.[29] Äldre fordon kan ha modifieringar, till exempel för att udda reservdelar skulle passa, vilket gör att fordon kan tvingas räknas som en egen typ och få en installationskostnad överstigande fordonens värde.[30]
- Fordon utan fungerande ERTMS får inte gå alls vid nivå 2 och 3, utom genom spärrfärd (i 40 km/h), vilket utesluter annan trafik på banan (detsamma vid fel på banans ERTMS eller arbete med det). Det beror på att optiska signaler saknas. 
Detta skapar nya gränser många fordon inte kan passera.[31] Höga installationskostnader har gjort att godstågsföretag undvikit ERTMS, varvid godståg blivit sällsynta på Botniabanan, som byggdes särskilt för godståg. 
Som jämförelse, på banor med ATC får tåg utan fungerande ATC gå i 80 km/h (högre förr i tiden) med hjälp av optiska signaler, så att alla tåg inte behövde få ATC installerat.
- Under rätt många år måste många tåg ha dubbla system även om de bara körs i Sverige.
- Fördelarna för inhemsk trafik är små jämfört med tidigare för länder som redan tidigare hade bra ATC-system. I Tyskland, Frankrike och Sverige finns det sådan kritik.
- Det har varit tekniska problem som visat sig under både provdrift och för passagertåg. Detta har inneburit förseningar, inställda tåg och försenad driftstart med runt ett år för nya banor och nya tåg. Tåg har stannat på grund av att det inte funnits en tillräcklig bra radiokommunikation mellan tåget och någon basstation.[32] Tåget behöver inte ha kontakt 100 % av tiden men med vissa mellanrum – till exempel när tåget närmar sig slutet den tågfärdväg som ingick i ett så kallat körtillstånd – så måste tåget få ett nytt körtillstånd annars så blir det driftbroms. Ordförande för Norrtåg som kör på Botniabanan har krävt att ERTMS skall på Botniabanan kompletteras med traditionell ATC[33] Det har även varit problem med STM-enheten i tågen, till exempel att den inte har tillräckligt bra kontakt med baliserna.
- Länderna kan ha utvecklat finesser som inte stöds av ERTMS. I praktiken kan det behövas tilläggsfunktioner för att klara vissa önskemål. För svenska förhållanden till exempel funktioner som i befintlig ATC som innebär att tåget i första hand bromsas med driftbroms istället för nödbroms. Nödbroms av ett tungt godståg i mycket sträng kyla (ungefär -30 grader) medför en mycket stor risk för skador på tåget eller rälsen.[34] Sverige har också sedan länge en särskild funktion i ATC vid plankorsningar och som utnyttjas för att tillåta 200 km/h förbi dem. Om denna funktion togs bort skulle restiderna öka. Trafikverket har lagt in sådana krav i sin specifikation av ERTMS, och andra länder har lagt in andra krav på egen hand, vilket kunnat göras eftersom ländernas myndigheter inte vill släppa på att få godkänna själva. Detta har skapat dialekter av ERTMS vilket försvårar gränsöverskridande trafik. Detta skapar också ett väldigt stort och komplicerat regelverk med motstridiga funktioner.
- Enligt säkerhetskraven måste varje version av mjukvaran i tågen godkännas mot varje version i bansystemen där tåget ska kunna gå och omvänt. En ny version får då en kostsam och krånglig godkännandeprocess och ytterligare opasserbara gränser riskerar uppstå.[35] I början av 2012 gällde att Botniabanan, Ådalsbanan, Haparandabanan och Västerdalsbanan har varsin mjukvara, varvid tågoperatörer måste ansvara för alla dessa godkännande om de vill köra sina tåg på alla dessa banor, även om det är förenklade processer för tåg som blivit godkända en gång. Godkännanden är (än så länge 2013) tidsbegränsade i några år, varvid tågägare måste göra om godkännandeprocessen. Tåg som ska gå utomlands har fler godkännandeprocesser att se fram emot.
- Eftersom varje lands järnvägsmyndighet vill säkerhetsgodkänna alla tåg som ska gå i landet, blir gränserna kvar, eftersom tåg som ska gå över gränsen behöver extra godkännanden. På grund av ERTMS höga kostnader så kan det kosta mer än vad det skulle kostat att installera flera länders äldre signalsystem, trots att ingen ny utrustning ska behövas för ERTMS om tåget ska godkännas i fler länder. Denna kostnad riskerar förstöra tanken med att avskaffa signaltekniska gränser, eftersom det är kostnader och byråkrati som är problemet med dessa äldre signalgränser. EU planerar att under 2020-talet låta sin järnvägsbyrå godkänna tåg direkt för alla önskade länder, men dock måste tågen då uppfylla varje angivet lands särkrav (t.ex. elspänning), vilket dock EU försöker hålla nere. Detta har också motståndare eftersom det skulle gå tåg som inte är godkända av landets järnvägsmyndighet.
- Utprovning av en ny version av mjukvaran sker i Sverige endast i en datorsimulerad miljö. Det beror på att en riktig provanläggning skulle bli mycket dyr och långt ifrån täcka alla fall. Men simuleringen täcker inte heller allt och slutprovning måste göras på riktiga banor med verklig trafik. Säkerheten upprätthålls ändå genom att stoppa trafik, då tveksamheter hittas. Gräns mellan ERTMS och ATC eller mellan två ERTMS-banor med olika system stöddes fortfarande år 2015 inte av datorsimuleringen, något som orsakade betydande trafikstörningar i Sundsvall och Västeraspby där sådana gränser finns. Slutprovning med verkliga banor kan när man installerar systemet på högtrafikerade stambanor orsaka långvariga trafikstörningar, såsom det varit till exempel Botniabanan, eftersom rättning av fel tar lång tid. ERTMS har i Sverige och mestadels utomlands bara installerats på nybyggda eller lågtrafikerade banor, vilket gjort att stängningar på grund av upptäckta problem inte gjort lika mycket. Installation av ERTMS på en befintlig hård trafikerad bana riskerar ge stora trafikstörningar. Installationen är så omfattande på grund av petiga krav att det mesta måste bytas och det är svårt att gå tillbaka till äldre installation, om det visar sig att det inte fungerar bra. För att minska risken för störningar vid installation har man gått över till att bara installera ERTMS-godkända komponenter för allt som har med signaler, plankorsningar och ställverk att göra, vilket gör att vid installation av ERTMS på en befintlig bana får mängder med väl fungerande utrustning skrotas och nytt installeras till stora kostnader, samtidigt som järnvägen kämpar med brist på pengar.
- De hårda kraven på att godkänna nya mjukvaruversioner gör att det tar lång tid att lösa problem som upptäckts, 1-2 år. Varje installation på en ny bana har givit problem som tagit tid att lösa, bland annat av det skälet. Det sägs av förespråkarna 2017 att det inte varit problem med ERTMS på flera år, men det beror på att ERTMS inte införts någonstans i Sverige sedan 2012. År 2015 infördes ERTMS på en bana i Norge vilket gav trafikproblem där.[36]
- Den utlovade ökningen av kapacitet har inte visat sig, snarare blir kapaciteten lägre jämfört med ATC-2 hävdar järnvägsoperatörerna. Detta hoppas man förbättra med version (baseline) 3.

## Konflikt med mobiltelefonnätet
År 2009 sålde Post och Telestyrelsen (PTS) under protester från Trafikverket ut rättigheten att använda 925–930 MHz för 4G telefoni.  Det är nära den frekvens (923 MHz) som järnvägen använder i sitt mobiltelefonsystem vid kommunikation mellan lokförare och trafikledning samt för ERTMS. Om tåget använder ERTMS som signalsystem och tåget inte får klarsignal att köra vidare via 923 MHz-nätet så slår ERTMS på bromsen.
Teoretiskt så ska inte mobiltelefonin på 925–930 MHz-bandet störa GSM-R på 923 MHz men i verkligheten så spiller det över en liten del av radiosignalerna i 4G nätet till 923 MHz, något som i ogynnsamma lägen stör ut ERTMS som är ett säkerhetssystem som måste reagera på indikeringar om fel. Under 2014 blev denna konflikt en stor nyhet i media när mobiloperatörerna ville ta i bruk 925–930 MHz-bandet. Post- och telestyrelsen hade sålt denna frekvens för en stor summa till mobiloperatörerna samtidigt som Trafikverket var låst vid att använda 923 MHz enligt gamla överenskommelser på europeisk nivå; miljarder har investeras i att bygga ut användningen av ERTMS.  Trafikverket hotade 2014 med att ställa in alla tåg, vilket fick mobiloperatörerna att avvakta några år tills störningsfilter installerats på svenska tåg. Lösningen försvårar gränsöverskridande trafik. Under 2016 gjordes en överenskommelse mellan tågoperatörer, mobiloperatörerna och Trafikverket för hur frågan skulle lösas.